# 美西战争
美西战争（英語：Spanish-American War），發生於1898年4-8月，是一場美國與各獨立勢力共同對抗西班牙帝国的戰爭，戰爭於美國戰艦緬因號在古巴哈瓦那港沈沒後爆發。這場戰爭使美國成為加勒比海地區的主要勢力，並獲得西班牙在太平洋的領地。

## 簡介
1895年，古巴与菲律宾的獨立派發動革命，開始反抗西班牙統治，但官方進行殘酷的軍事鎮壓，又株連不少民眾，波及美國僑民。消息傳來，美國人相當憤慨，又加上美國政府覬覦加勒比海已久，情勢緊張。
美國政府派军舰緬因號至古巴保護僑民，卻在1898年2月15日於哈瓦那近海爆炸沉没。爆炸的威力巨大，几乎炸掉前侧三分之一的船体，其余的残骸迅速沉入海面。此事件造成266人死亡，其中绝大多数为士兵，爆炸时全舰军官几乎都在岸上，只有两名军官在舰上。对此次爆炸事件的起因及经过至今没有明确的调查结果。
1898年3月27日，美国通过驻西班牙公使，提出要求西班牙在古巴停火和取消集中营等条件。西班牙为了避免对美作战，于4月9日宣布休战。但美国国会发布决议：「承认古巴独立，要求西班牙軍隊撤出古巴。同时授予总统使用武力的权力，并宣告美国无意兼併古巴。」4月22日，美国海军封锁古巴港口。诺希维尔号军舰捕获到一艘西班牙商船。4月24日，西班牙向美国宣战，美国於次日宣战。
战争在古巴、波多黎各和菲律賓同时进行。开战后，美海军部副部长西奥多·罗斯福辞去职位，组建志愿军第一志愿骑兵团前往参战。
在古巴，美军打着「帮助古巴独立」的旗号计划从圣地亚哥港登陆。但西班牙军在此地部署了严密的防线，使美军无法登陆，只好封锁港口。6月10日，美军陆战队从关塔那摩湾强行登陆，但遭到西班牙军队的顽强阻击。6月底，防线被突破，美军成功登陆。西奥多·罗斯福率美國第一志願騎兵團（即；“莽骑兵”）节节获胜，击败了西班牙在古巴的陆军一部。7月1日，美军攻占圣地亚哥东北部和东部的据点埃尔卡纳和圣胡安，对圣地亚哥港形成包围之势，从而让战争的陆上形势对美国有利。7月3日，西班牙海军上将帕斯夸爾·塞韋拉指挥的加勒比海舰队试图冲破美军的封鎖，但在古巴圣地亚哥海战中被美军彻底摧毁。7月17日，圣地亚哥市向谢夫特将军投降。
在菲律賓，美国海军准将喬治·杜威的舰队在馬尼拉灣海戰中勝利，马尼拉港被封锁，西班牙失去在太平洋的制海权。8月13日，美军在菲律賓革命黨人的配合下占领菲律宾马尼拉。同时，从香港出发的美国舰队歼灭了驻守在菲律宾马尼拉港的西班牙舰队。

## 結果

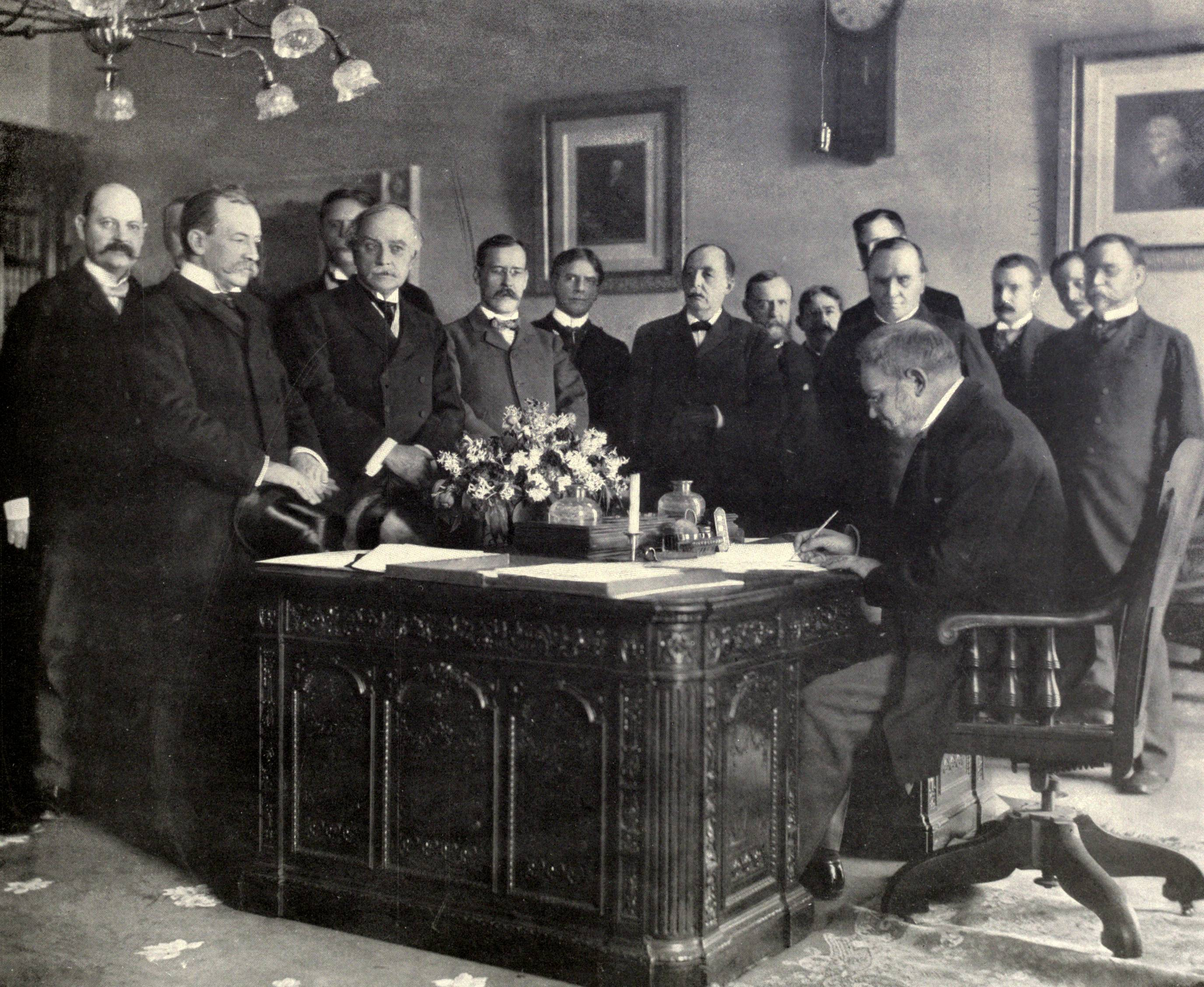
法國駐美大使儒勒·康朋代表西班牙簽署備忘錄

出於在古巴和菲律賓的失利，和其於兩地艦隊的毀滅，西班牙求和並開始展開談判。在英國領事愛德華·羅森·沃克因病去世後，美國海軍上將喬治·杜威請求比利時領事愛德華·安德烈代表美國與西班牙談判。
在美國與西班牙於1898年8月12日簽訂停火協議後，雙方停止交戰。經過長達兩個月的僵局談判，正式的和約於1898年12月10日在法國巴黎簽訂，並於1899年2月6日得到美國參議院的核准。
美國在條約中獲得西班牙的殖民地菲律賓和波多黎各，古巴則成為了美國保護國。該條約於1899年4月11日開始對古巴具有強制力，而古巴當時僅能作為觀察員參加和平會議。古巴自1898年6月17日開始被美國控制，並置於美國軍事政府的管轄下。古巴在軍事政府宣布停止管轄後於1902年5月20日獨立。但美國對新政權提出諸多限制，包括禁止與其他國家結盟和保留合法介入的權力。美國簽訂事實永久管轄對關塔那摩灣海軍基地的租約。

## 引注
1. ↑  別稱：
  - 西班牙語：或
  - 菲律賓語：
  - 英語：
    - 1898年戰爭[1][2][3]
    - 1898年的山姆叔叔戰爭[4]

## 註腳
1. ↑  Louis A. Pérez, , UNC Press Books, 1998  [2015-10-31], ISBN 978-0807847428, （原始内容存档于2016-04-24）
2. ↑  Benjamin R. Beede, , Taylor & Francis, 1994  [2015-10-31], ISBN 978-0824056247, （原始内容存档于2016-05-27）
3. ↑  Virginia Marie Bouvier, , Praeger, 2001  [2015-10-31], ISBN 978-0275967949, （原始内容存档于2016-05-14）
4. ↑  Thomas David Schoonover; Walter LaFeber, , University Press of Kentucky, 2005  [2015-10-31], ISBN 978-0813191225, （原始内容存档于2016-05-07）
5. ↑  Dyal, Carpenter & Thomas 1996，第21-22頁.
6. ↑  Clodfelter 2017，第256頁.
7. ↑  Clodfelter 2017，第308頁.
8. ↑  Karnow 1990，第115頁
9. ↑  Dyal, Carpenter & Thomas 1996，第20頁.
10. 1 2 3 4 5  Clodfelter 2017，第255頁.
11. 1 2  "America's Wars: Factsheet." 的存檔，存档日期July 20, 2017，. US Department of Veteran Affairs. Office of Public Affairs. Washington DC. Published April 2017.
12. ↑  Marsh, Alan. "POWs in American History: A Synoposis" 的存檔，存档日期August 6, 2017，.. National Park Service. 1998.
13. 1 2 3  Keenan 2001，第70頁.
14. ↑  Tucker 2009，第105頁.
15. ↑  Wolff 1961，第175頁
16. ↑  , Washington, DC, 1898-08-12  [2007-10-17], （原始内容存档于2007-10-12）
17. 1 2  .   [2009-12-31]. （原始内容存档于2015-05-23）.
18. ↑  Congress, United States.  2. 1947: 7  [2023-02-15]. （原始内容存档于2023-09-23） –Google Books （英语）.
19. ↑  Congress, United States.  109. Washington: U.S. Government Printing Office. 1963: 12259 [1873]  [2023-02-15]. （原始内容存档于2023-09-23） （英语）.
20. ↑  Strauss, Michael J. . ABC-CLIO. 2009-05-14: 96–107, 174  [2023-02-15]. ISBN 978-0-313-37783-9. （原始内容存档于2023-09-23） （英语）.